# 香港2008年7月

## 7月30日
- 行政會議舉行特別會議，通過提前停徵外傭稅措施，並把停徵期由兩年加至四年。 維基新聞
- 香港動漫節於8月1日開幕，但已經出現排隊人龍。 維基新聞

## 7月29日
- 持續了兩天的香港雀巢公司工潮，經過勞資雙方多輪談判後結束。 維基新聞
- 一連7天的香港書展結束，主辦機構貿易發展局指今年書展總入場人次近83萬，打破歷屆紀錄。 維基新聞
- 港鐵公司建議為舊半山區警署進行改建及活化，以配合西港島綫西營盤站的工程。 維基新聞

## 7月28日
- 香港雀巢公司工潮進入第二日，勞資雙方仍未有任何共識，資方更威脅要撤出香港。 維基新聞
- 南華足球隊舉行拜神儀式，同時正式開操，迎戰新一季香港甲組足球聯賽。 維基新聞

## 7月27日
- 香港今日出現反常氣溫，下午在多個地區氣溫急降逾10度，大尾篤更有逾百公里陣風，粉嶺更落雹。 維基新聞
- 香港雀巢公司逾百員工罷工，爭取加薪百分之七及加傭金。 維基新聞

## 7月25日
- 香港出口信用保險局爆出醜聞，總監張錦基辭職。明報 （页面存档备份，存于）

## 7月24日
- 香港民主黨前黨員黎志強正式退黨，參選2008年香港立法會選舉香港島選區。 維基新聞

## 7月23日
- 由香港貿易發展局主辦的香港書展開始在灣仔香港會議展覽中心舉行。 維基新聞

## 7月22日
- 新界鄉議局有多名成員不滿鄉議局在2008年香港立法會選舉中與民建聯聯票出戰新界東、西地區直選，以及把區議會議席讓給民建聯葉國謙。 維基新聞
- 特首曾蔭權推出110億港元紓解民困措施後，其民望跌至新低。 維基新聞
- 屈臣氏蒸餾水運輸部工潮結束，勞資雙方達成加薪協議，並陸續復工。 維基新聞

## 7月21日
- 香港六月份的消費物價指數，整體消費物價與一年前同期比較，上升百分之六點一，並創下11年以來新高。 維基新聞
- 屈臣氏蒸餾水運輸部約200名員工罷工，要求調高底薪和傭金，下午與資方的談判破裂。 維基新聞

## 7月20日
- 香港政府打算提早暫停徵外傭稅，最快可於8月1日生效。 維基新聞
- 動作影星李小龍逝世35周年，九龍塘創新中心舉行一個展覽會，展出約八百多件圍繞李小龍曾經演出的電影相關物品。 維基新聞

## 7月19日
- 2008年度香港小姐競選決賽晚上假香港會議展覽中心舉行，現年23歲的3號張舒雅奪冠，亞軍及季軍分別由6號陳倩揚及11號馬賽所奪得。此外，陳倩揚亦獲得「國際親善小姐」獎；而馬賽則獲得「最上鏡小姐」獎項。 無綫電視官方網頁、維基新聞
- 2008年香港立法會選舉首日提名，地區直選人數有72人報名，功能組別則有22人。 維基新聞

## 7月18日
- 香港立法會財委會通過撥款85億港元，落實政府提出的紓困措施。 維基新聞
- 城市規劃委員會在大嶼山東涌興建北大嶼山醫院，並會首度引入公私營合作概念。 維基新聞

## 7月17日
- 匯賢智庫主席葉劉淑儀，將夥拍香港醫學會副會長史泰祖醫生合組名單，參選2008年香港立法會選舉香港島選區。 維基新聞
- 香港立法會議員陳方安生在一個電台節目中批評，政治任命官員與公務員之間權責不清。 維基新聞
- 原定於2006年6月啟用的馬灣公園第一期，需要延至今年底才落成開放，負責興建的新鴻基地產需要為工程延誤繳付政府利息逾4億港元。 維基新聞
- 台灣工業銀行已獲香港金管局核發香港分行經營執照，並計劃於今年內正式開業。 維基新聞
- 梁朝偉與劉嘉玲抵達泰國曼谷，準備轉飛不丹舉行婚禮。 維基新聞

## 7月16日
- 香港行政長官曾蔭權出席今屆香港立法會最後一次答問大會，宣佈了110億港元的紓解民困措施。  維基新聞1、2

## 7月15日
- 香港駐布魯塞爾歐洲共同體特派代表栢志高獲委任為商務及經濟發展局常任秘書長（通訊及科技），接替劉吳惠蘭的空缺。 維基新聞
- 香港記者協會及國際記者聯會發表聲明，要求中國大陸就《明報》記者在北京採訪遭受公安干預作出解釋。 維基新聞
- 香港行政會議通過將前中區警署建築群交由香港賽馬會活化，並摒棄高逾160米的瞭望台。 維基新聞
- 中銀香港於16日發行北京奧運紀念鈔票，中銀大廈總行一度有逾二千人排隊等候，由中環排至金鐘。 維基新聞

## 7月14日
- 中銀香港於16日發行北京奧運紀念鈔票，但早已出現排隊購買的人龍，一度引起混亂。 維基新聞
- 中國大陸再多送5條瀕危中華鱘給香港海洋公園，與現時4條合共9條，取長長久久之意。 維基新聞
- 一項調查發現，超過七成受訪者支持立法訂立最低工資，較三年前同類調查上升13個百分點，最低工資的水平亦見上升。 維基新聞

## 7月13日
- 本屆香港立法會會期進行最後一次會議，根據過往慣例審議「告別議案」 維基新聞
- 將會成為世界上跨度最長的斜拉橋的昂船洲大橋，未能如期於上個月啟用，工程亦出現超支10億港元。 維基新聞

## 7月12日
- 劉吳惠蘭接任早前馬時亨因腦病而辭去的商務及經濟局局長一職。 維基新聞
- 香港立法會三讀通過《投訴警方獨立監察委員會條例草案》，而由民主黨議員涂謹申提出的64項修訂則全被否決。 維基新聞
- 各政黨正積極準備2008年香港立法會選舉。 維基新聞

## 7月11日
- 灣仔景賢里正式刊憲列為香港法定古蹟，而業主亦同意為此進行修復。 維基新聞
- 香港10號貨櫃碼頭落實在青衣島的西南部興建，佔地310公頃，其中填海土地佔180公頃。 維基新聞
- 維他奶國際集團運輸部約200名員工罷工，勞資雙方曾展開談判，但談判最終破裂 維基新聞

## 7月10日
- 香港金融管理局總裁任志剛預計，香港外匯基金首兩季料虧損超過四百億港元。 維基新聞
- 中環新海濱城市設計研究第二階段公眾參與結束其諮詢。 維基新聞

## 7月9日
- 鄭經翰主辦的電台雄濤廣播獲得行政長官會同行政會議原則上批准獲發12年廣播牌照。 維基新聞
- 擬建的啟德郵輪碼頭，因兩個入標財團提出的要求均不符合標書條件，政府因此決定本年底重新招標。 維基新聞

## 7月8日
- 民建聯、社民連及公民黨均公佈其立法會選舉地區議席參選名單。 維基新聞1、2、3
- 距離北京奧運開幕不足一個月，中國大陸政府暫時解除對香港大部份主要新聞媒體的網站的封鎖。 維基新聞
- 中華人民共和國副主席習近平結束香港訪問行程。 維基新聞

## 7月7日
- 中華人民共和國副主席習近平訪港第二日，參觀香港金融管理局及訪問兩個家庭。 維基新聞
- 香港立法會房屋事務委員通過動議促請香港房屋委員會復建居屋，但運輸及房屋局重申不會復建。 維基新聞
- 李小龍故居業主余彭年同意把物業捐出作為改建成李小龍紀念館之用。 維基新聞

## 7月6日
- 中華人民共和國副主席習近平抵達香港進行視察，包括實地瞭解香港籌備2008年奧運會和殘奧會馬術比賽的情況，以及視察香港的近況。 維基新聞
- 前香港政務司司長陳方安生有感在行政主導的制度下，在立法會難有發揮，因沒打算再次參選立法會。 維基新聞
- 香港廉政公署發現不少大型書局涉聯手操控教科書書價，而且學校普遍接受書商的回贈。 維基新聞

## 7月5日
- 觀塘巧明街有過百名玻璃幕牆安裝工人為追討欠薪示威，勞工處派員到場斡旋，事件涉款達200多萬港元，經談判後承判商答應發放欠薪。 維基新聞

- 港鐵觀塘綫延綫展開首個公開諮詢大會，當中以黃埔站的選址方案成為主要討論焦點。 維基新聞

## 7月4日
- 香港股市於今個星期持續疲弱，恆生指數星期五收市報21423點，整個星期累跌618點。 維基新聞
- 社民連立法會議員梁國雄被告知中旅社拒絕了他的回鄉證申請，無法隨團出發探訪四川災區。 維基新聞
- 香港《蘋果日報》以頭條指責北京當局背棄申辦奧運時，曾經承諾過的確保新聞自由和不限制記者採訪。 維基新聞

## 7月3日
- 香港立法會財務委員會通過一筆過撥出216億港元用於建設西九龍文娛藝術區。 維基新聞
- 香港賽馬會擬與國際奧委會及香港奧委會合作，於2008年奧運馬術比賽結束後，在沙田興建永久性的香港奧林匹克博物館，預計於2010年後落成。 維基新聞

## 7月2日
- 香港的街市禁止售賣活雞大半個月之後，今日解禁恢復售賣。 維基新聞
- 香港立法會議員組團探訪四川地震災區，當中包括部分沒有回鄉證的議員楊森、涂謹申、李永達、李卓人和梁國雄，今早到中環中旅社申請回鄉證。 維基新聞
- 路政署現正研究以放棄重置臨時防波堤及避風塘的方式，使中環灣仔繞道的臨時填海面積再減少2.4公頃。 維基新聞
- 現為羅曼酒店的李小龍故居，其地主余彭年宣佈決定暫時擱置招標出售。 維基新聞
- 香港《蘋果日報》一名記者，原本打算到北京進行奧運採訪的前期準備工作，但在北京機場被拒入境，並沒收回鄉卡。 維基新聞

## 7月1日
- 政府刊憲公布授勳名單，是次名單共有269名各階層的人士；李國能、胡鴻烈、鄭裕彤及陳瑞球獲授大紫荊勳章；鄭耀棠、廖長城、張建東、方正、林中麟、梁王培芳、黃子欣及胡定旭獲授金紫荊星章；而獲授銀紫荊星章和銅紫荊星章分別有24人及45人。香港特區政府、維基新聞

- 政府刊憲委任79名人士為太平紳士；非官守太平紳士有53人，而官守太平紳士則有26人。香港特區政府

- 由民間人權陣線發起的香港七一大遊行順利結束，民陣說有4萬7千人參加，警方則說接近1萬6千。 維基新聞

- 香港冠軍人馬獎揭曉，好爸爸成為了香港馬王以及最佳一哩馬。 維基新聞

- 金光飛航金光會展號在長洲附近水域與新渡輪慢船新飛號相撞。

## 有用參考連結
- 網站：雅虎香港 | Google香港 | 香港政府新聞網 | 新浪網新聞
- 報章：明報 | 明報即時新聞網 | 成報 | 蘋果日報 | 星島日報 | 香港經濟日報 | 大公報 | 文匯報 | am730 | 南華早報 | 頭條日報 | 晴報 |
- 電台：商業電台 | 新城電台 | 香港電台 | 澳門電台
- 電視：有線新聞 | 無綫新聞 | 亞視新聞 | now新聞台| 澳門電視台
- 其他：英文維基新聞（香港） | 英文維基新聞（澳門） | 網政廿一 | 獨立媒體 | BBC中文網 | Oh My News 國際版本 | 亞洲時報 | 獨立新聞在線 | 全球之聲 | 香港人網